# Подоль, Рудольф Янович
Рудольф Янович Подоль (род. 17 февраля 1944, Чистополь, Татарская АССР) — советский и российский ученый, доктор философских наук, профессор.

## Биография
Родился в городе Чистополе, Татарстан.
В 1967 году закончил Ленинградское высшее общевойсковое командное училище имени С. М. Кирова (квалификация: общевойсковой командир с высшим общим образованием).
В 1986 году закончил заочную адъюнктуру при кафедре философии Военно-политической академии имени В. И. Ленина. Присвоена степень — кандидат философских наук. Тема диссертации: «Диалектика целей и средств в военно-технической деятельности».
В 2009 году закончил докторантуру при кафедре истории русской философии МГУ имени М. В. Ломоносова. Тема диссертации «Теория исторического процесса в русской историософии 1920 — середины 1930-х гг.».
Работает преподавателем в РГУ имени С.А Есенина, заведующий кафедрой философии.

## Награды
Награжден 14 медалями Советского Союза и медалью «Найрамдал» («Дружба») Монгольской Народной Республики;
2006 — Почетной грамотой Министерства Образования и Науки РФ;
2007 — юбилейной медалью «70 лет Рязанской области»;
2013 — региональной медалью «За заслуги перед землей рязанской»;
В 2014 году решением Минобрнауки РФ ему присвоено звание «Почетный работник высшей школы РФ».

## Избранные научные труды[3]
1. Общение как процесс самоорганизации социума // Новые идеи в философии. Межвуз. сб. научн. трудов Вып. 7. Пермь: Изд-во Пермского ун-та, 1998. 0,5 п.л.
2. Ценностные основания человеческой деятельности на рубеже нового тысячелетия (тезисы) // Философский альманах. № 1-2. Иваново: Изд-во ИГАСА, 1998. 0,3 п.л.
3. Генезис национально-патриотического сознания (Попытка методологического анализа). Статья деп. в ИНИОН РАН. 1,0 п.л.
4. Методологические проблемы анализа исторического процесса в отечественной гуманитарной науки (статья) // Состояние и проблемы развития гуманитарной науки в Центральной России. Труды 4-й регион. н/п конф. Т. 1-2 (5-6 июня 2002 г., РГПУ, Рязань). Рязань, 2002. 0,5 п.л.
5. Философская концепция дополнительности Бора в свете формальной логики (статья) // Там же. 0,7 п.л.
6. Многополярность мира как проблема философии истории (статья).// Новые идеи в философии: межвуз. сб. научн. трудов. Вып.
7. Актуальные проблемы научной философии. (Материалы Всероссийской научн. конф. Пермь, 16-17 апреля 2003 г.). В 2 т. Т. 2. Пермь: Изд-во Пермского ун-та, 2003. 0,4 п.л.
8. Естественнонаучные предпосылки становления историко-философской мысли в России 20 века (статья) // Тенденции развития отечественной философской мысли в XXI веке и перспективы регионального обществоведения. Труды 2-й всероссийской н/п конф. г. Рязань, 28-29 сентября 2004 г. Рязань, 2004. 0, 4 п.л.
9. Величие и нищета философии естествознания (статья) // Там же. 1,0 (в соавторстве с Волковым С. С.).